# Jon Schaffer

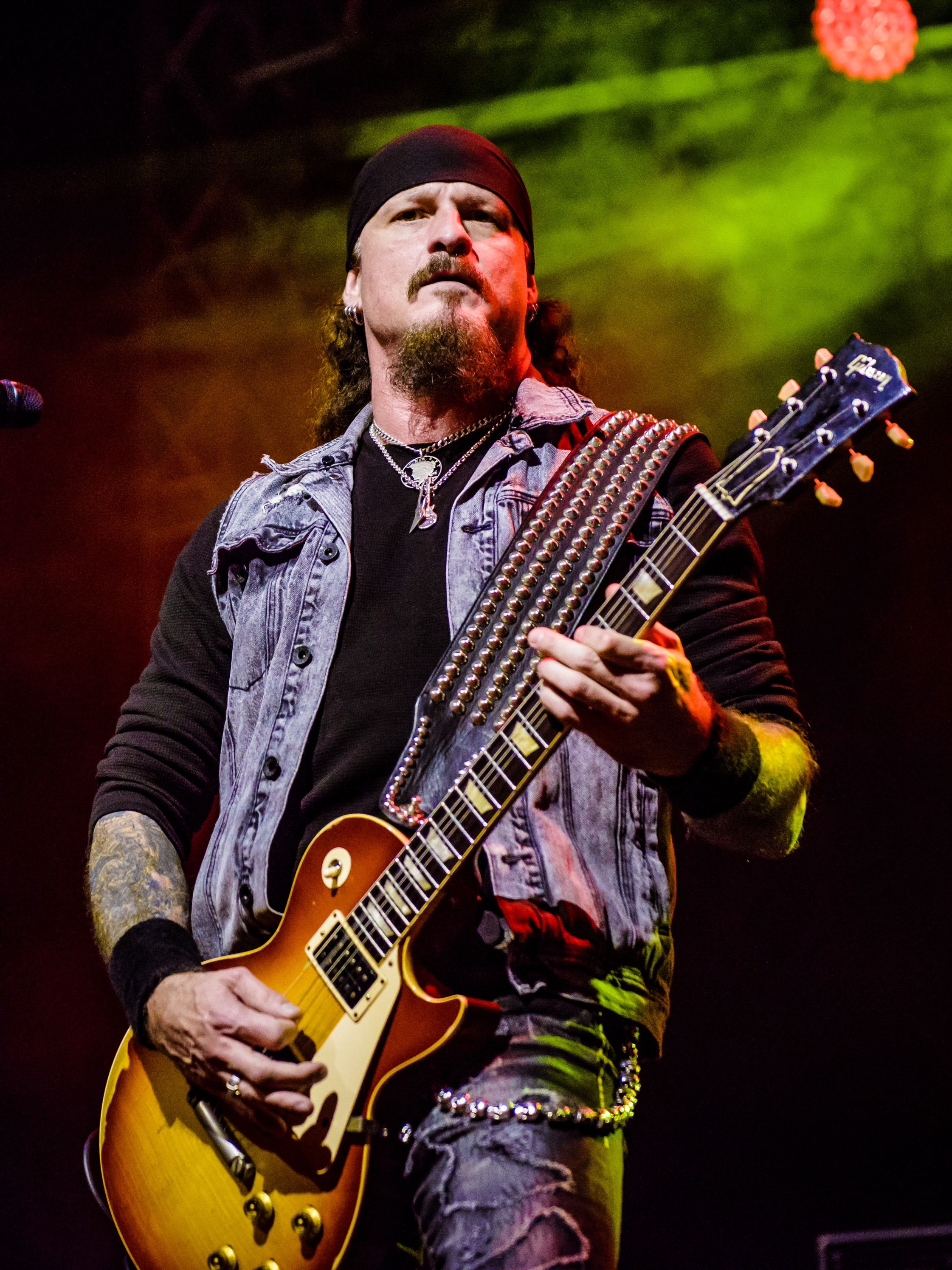
Jon Schaffer (2016)

Jon Ryan Schaffer (* 15. März 1968 in Franklin, Indiana) ist ein US-amerikanischer Musiker. Er ist Rhythmus-Gitarrist, Gründer und Haupt-Songwriter der Heavy-Metal-Band Iced Earth. Er wurde zusätzlich durch seine Beteiligung am Sturm auf das Kapitol im Januar 2021 bekannt.

## Jugend
Jon Ryan Schaffer wurde am 15. März 1968 in Franklin, Indiana geboren. Mit 14 Jahren erhielt er seine erste Gitarre und begann seine ersten Songs zu schreiben. Mit 16 verließ er das Elternhaus und zog nach Tampa, Florida. Dort gründete er 1985 seine erste Band, Purgatory. Später erfuhr diese Band einen Namenswechsel und wurde zu Iced Earth (1988).
Schaffers Vorbilder im Metalbereich sind vor allem Bands wie Kiss, Iron Maiden, Judas Priest, Alice Cooper, Black Sabbath oder AC/DC. Sein Lieblingsalbum ist Iron Maidens The Number of the Beast.

## Karriere

### Iced Earth
Jon Schaffer ist der Gründer der Band Iced Earth und mittlerweile das einzige verbliebene Gründungsmitglied. Als Ursache für die Besetzungswechsel wird oftmals seine als exzentrisch wahrgenommene Art genannt.
Er übernimmt in der Band Rhythmusgitarre und Begleitgesang und ist weitgehend allein für die Komposition der Stücke verantwortlich. Sein treibendes und galoppierendes Gitarrenspiel hat sich zu einem wesentlichen Kennzeichen des Klangs der Band entwickelt, das sie deutlich von anderen Power-Metal-Bands abhebt.
Schaffer musste sich mehrmals an der Halswirbelsäule operieren lassen, da er sich zuvor bei einer zu intensiven Stage-Performance einen Nackenwirbel angebrochen hatte. Dieses Problem führte dazu, dass beispielsweise die Iced-Earth-Tour 2004 verschoben werden musste.

### Demons & Wizards

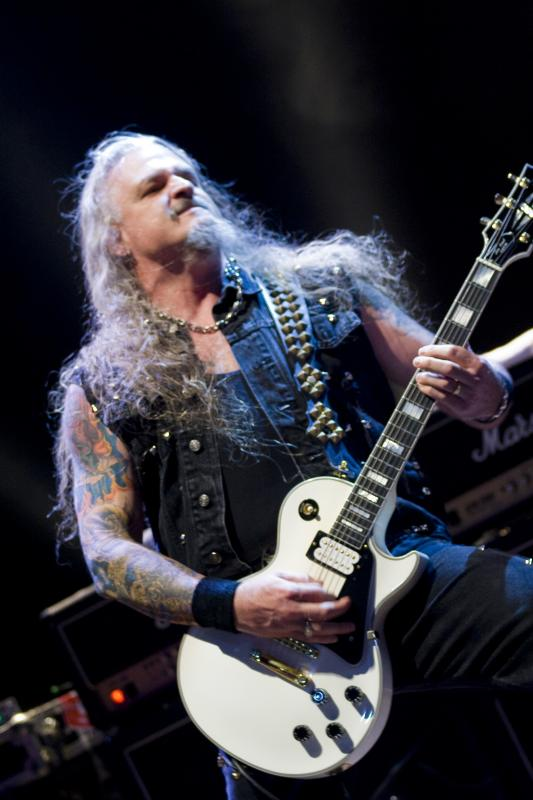
Jon Schaffer (2010)

Unter dem Namen Demons & Wizards arbeitete Schaffer mit Hansi Kürsch von Blind Guardian zusammen. Ausgezeichnet wird die Band durch ihre Mischung von Kürschs Stimme, die typisch für Blind Guardian ist, und Schaffers galoppierende Rhythmusriffs, die ein wichtiges Merkmal von Iced Earth darstellen. Nach dem erfolgreichen selbstbetitelten Debüt erschien 2005 das zweite Werk der beiden Musiker, das den Namen Touched by the Crimson King trägt.
In einem Interview im Jahr 2018 gab Schaffer bekannt, dass er sich mit Kürsch wieder auf Demons & Wizards konzentrieren möchte.
Die Zusammenarbeit wurde nach Schaffers Sturm auf das Kapitol durch Hansi Kürsch beendet.

### Sons of Liberty
Im Dezember 2009 veröffentlichte Jon Schaffer sein Solo-Projekt Sons of Liberty mit dem Album Brush-fires of the Mind, das bei Century Media Records erschien und in reduzierter Qualität auf der Homepage kostenlos zum Download bereitsteht. Das Werk entstand unabhängig von Schaffers Arbeit mit Iced Earth, allerdings ist eine musikalische Ähnlichkeit nicht zu verleugnen. Es erhielt besonders wegen seiner politischen Aussagen kontroverse Kritiken.

## Privatleben
Seine große Liebe neben der Musik gilt seiner Harley-Davidson sowie seinem Interesse an Geschichte, wobei er sich besonders mit dem amerikanischen Bürgerkrieg befasst. Dies hat ihn auch zu dem 32-Minuten-Epos Gettysburg (1863) auf dem Iced-Earth-Album The Glorious Burden inspiriert, das thematisch selbst eine Kollektion von Liedern über besondere historische Ereignisse ist.
Seit 2005 ist Schaffer Vater einer Tochter.

### Politische Aktivitäten und Äußerungen
Als bekannter Anhänger von Donald Trump engagiert Schaffer sich gegen den Weltkommunismus und die von ihm befürchtete Neue Weltordnung. Sich selbst bezeichnete er als weder rechts- noch linksextrem; er sei verfassungstreu und konservativ und am ehesten Anarchist. Er verteidigte den Wahlspruch „America First“. Schaffer war in die Kritik geraten, nachdem er sein Soloprojekt „Sons of Liberty“ in einer Sendung des Radiomoderators Alex Jones vorgestellt hatte. Er wies zurück, dass er sich Teile seiner Fangemeinde dadurch entfremdet habe. Auf diese würde er keinen Wert legen. Auf dem Debütalbum hatte Schaffer die Tonaufnahmen von Reden aktueller US-amerikanischer Politiker mit Reden von Adolf Hitler zusammengeschnitten, was bei Kritikern auf Ablehnung stieß.

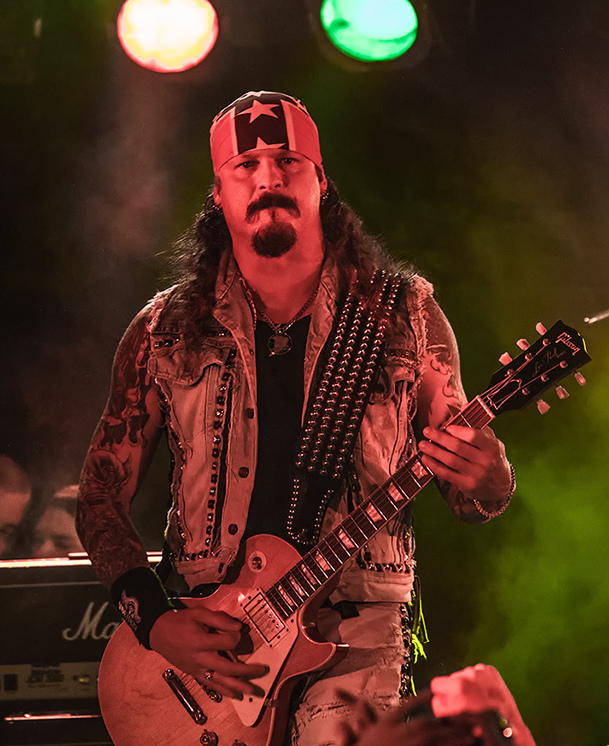
Schaffer mit der Flagge der Konföderierten Staaten von Amerika als Kopfbedeckung

Schaffer bezeichnete die COVID-19-Pandemie als „psychologische Kriegsführungskampagne gegen das Volk“. Er habe den „Schlachtplan“ der Regierung und der Bürokraten selbst gelesen und schon früh davor gewarnt. Er behauptete ferner, die Demokratische Partei habe versucht, die Präsidentschaftswahl in den Vereinigten Staaten 2016 mit ungültigen Stimmen illegaler Einwanderer zugunsten von Hillary Clinton zu manipulieren.
Am 15. November 2020 nahm Schaffer an einer Demonstration für den Verbleib Donald Trumps im Amt des US-Präsidenten teil und äußerte dabei gegenüber Reportern der Tageszeitung Die Welt, man sei friedfertig, aber es könne sein, dass man zur Gewaltanwendung gezwungen werde.
Schaffer trägt häufig eine Flagge der Konföderierten Staaten von Amerika als Kopfbedeckung, deren Gebrauch in den USA wegen möglicher rassistischer Bedeutungen umstritten ist.

### Sturm auf das Kapitol
Am 6. Januar 2021 nahm Schaffer am Sturm auf das Kapitol in Washington teil und wurde auf einem international verbreiteten, emblematischen Pressefoto des Vorfalls prominent abgebildet. Dabei trug er erkennbar eine Mütze, die ihn als Mitglied auf Lebenszeit der Organisation „Oath Keepers“ ausweist. Diese Organisation wird als rechte, Verschwörungstheorien zugeneigte Miliz eingeschätzt. Ob Schaffer wirklich ein Mitglied der „Oath Keepers“ ist, ist bislang ungeklärt. Ein Foto von Schaffer wurde auf Fahndungsaufrufen des FBI und des Metropolitan Police Department of the District of Columbia publiziert. Darauf wurde auch Schaffer als „person of interest in unrest-related offenses“ wegen „unrechtmäßigen Betretens“ (unlawful entry) abgebildet. Für Informationen, die zur Festnahme der abgebildeten Personen führen, ist eine Belohnung von bis zu 1.000 US-Dollar ausgesetzt. Schaffer stellte sich am 17. Januar 2021 den Behörden und wurde festgenommen. Das FBI verdächtigt ihn, im Kapitol Gewalt gegen Personen und Sachen ausgeübt und Reizgas eingesetzt zu haben. Sowohl die Bandkollegen von Iced Earth als auch Hansi Kürsch, der mit Schaffer im Projekt Demons & Wizards zusammenarbeitete, haben sich von der Erstürmung des Kapitols und der Gewalt distanziert.
Die Verhaftung Schaffers erfolgte aufgrund sechs vorgeworfener Gesetzesverstöße. Die ersten acht Wochen verbrachte er im Marion County Jail/Indiana. Da es binnen 30 Tagen nach Verhaftung noch nicht zu einer Anklage kam, forderte sein Anwalt, alle Anklagepunkte fallenzulassen. Ende März 2021 wurde vom Gericht entschieden, dass Jon Schaffer in Untersuchungshaft bleiben müsse. Während sein Anwalt argumentierte, dass keine Gewalt seitens seines Mandanten ausgeübt worden sei und aufgrund seiner familiär stabilen Situation und seines Bekanntheitsgrads keine Fluchtgefahr bestehe, zitierte das Gericht eine frühere Äußerung Schaffers vor dem Sturm auf das Capitol. In dieser Äußerung kündigte Schaffer öffentlich ein Blutvergießen („Bloodshed“) an, sollte die Trump-Regierung abgelöst werden. Aufgrund dessen sah das Gericht in Schaffer eine Gefahr für die Öffentlichkeit, da nicht gewährleistet sei, dass Schaffer seine Androhung nicht umsetzen würde.
Am 17. April 2021 plädierte Schaffer bei einer Anhörung vor Gericht auf „schuldig“. Zwischen seinem Anwalt und der Staatsanwaltschaft wurde ausgehandelt, dass bei Anerkennen der Schuld das Strafmaß von bisher maximal 30 Jahren (in Summe sämtlicher sechs Anklagepunkte) auf unter fünf Jahre reduziert werden könne.
Im Jahr 2022 entzog sich Schaffer gerichtlichen Zustellungen durch Flucht an einen unbekannten Aufenthaltsort. Bei 25 Zustellversuchen der Anklage gegen ihn als maßgebliches Mitglied der Oath Keepers konnte Schaffer an unterschiedlichen Adressen nicht aufgefunden werden. Schaffer befand sich zu diesem Zeitpunkt noch auf freiem Fuß, stand aber unter Aufsicht des Districts of Columbia und war verpflichtet, etwaige Reisen außerhalb des Staates Indiana vor Gericht anzumelden.
Im Oktober 2024 wurde Schaffer zu drei Jahren auf Bewährung verurteilt. Er zählt zu den mehr als 1.500 Verurteilten, die Donald Trump Anfang 2025 zu Beginn seiner zweiten Präsidentschaft begnadigte.

## Veröffentlichungen

### Iced Earth
- Enter the Realm (Demo) (1989)
- Iced Earth (1991)
- Night of the Stormrider (1992)
- Burnt Offerings (1995)
- The Dark Saga (1996)
- Days of Purgatory (1997)
- Something Wicked This Way Comes (1998)
- Alive in Athens (1999)
- The Melancholy E.P. (1999)
- Horror Show (2001)
- Tribute to the Gods (2002)
- Dark Genesis (2002)
- The Glorious Burden (2004)
- The Blessed and the Damned (Best-of) (2004)
- Framing Armageddon (Something Wicked Part 1) (2007)
- The Crucible of Man (Something Wicked Part 2) (2008)
- Dystopia (2011)
- Plagues of Babylon (2014)
- Incorruptible (2017)

### Demons & Wizards
- Demons & Wizards (2000)
- Touched by the Crimson King (2005)
- III (2020)

### Sons of Liberty
- Brush-fires of the Mind (2009)